# Hofstetten, Baden-Württemberg
Hofstetten är en kommun och ort i Ortenaukreis i regionen Südlicher Oberrhein i Regierungsbezirk Freiburg i förbundslandet Baden-Württemberg i Tyskland.
Kommunen ingår i kommunalförbundet Haslach im Kinzigtal tillsammans med staden Haslach im Kinzigtal och kommunerna Fischerbach, Mühlenbach och Steinach.